# Эдмунд (епископ Дарема)
Эдмунд (англ. Edmund, Eadmund; умер около 1040) — англосаксонский прелат, епископ Дарема примерно с 1020 года.

## Биография
Эдмунд стал епископом Дарема около 1020 года. По сообщению Симеона Даремского, до избрания он был монахом Даремского собора, а выбор на него пал из-за странного голоса, доносившегося из гробницы Святого Кутберта, который настоял, чтобы именно Эдмунд стал новым епископом. Его избрание было подтверждено королём Кнудом Великим.
Эдмунд умер около 1040 года во время посещения королевского двора в Глостере.